# برونیولا
برونیولا (به اسپانیایی: Bruñola) یک منطقهٔ مسکونی در اسپانیا است که در سئلوا واقع شده‌است. برونیولا ۳۶٫۸ کیلومتر مربع مساحت دارد.